# Kulisy teatru

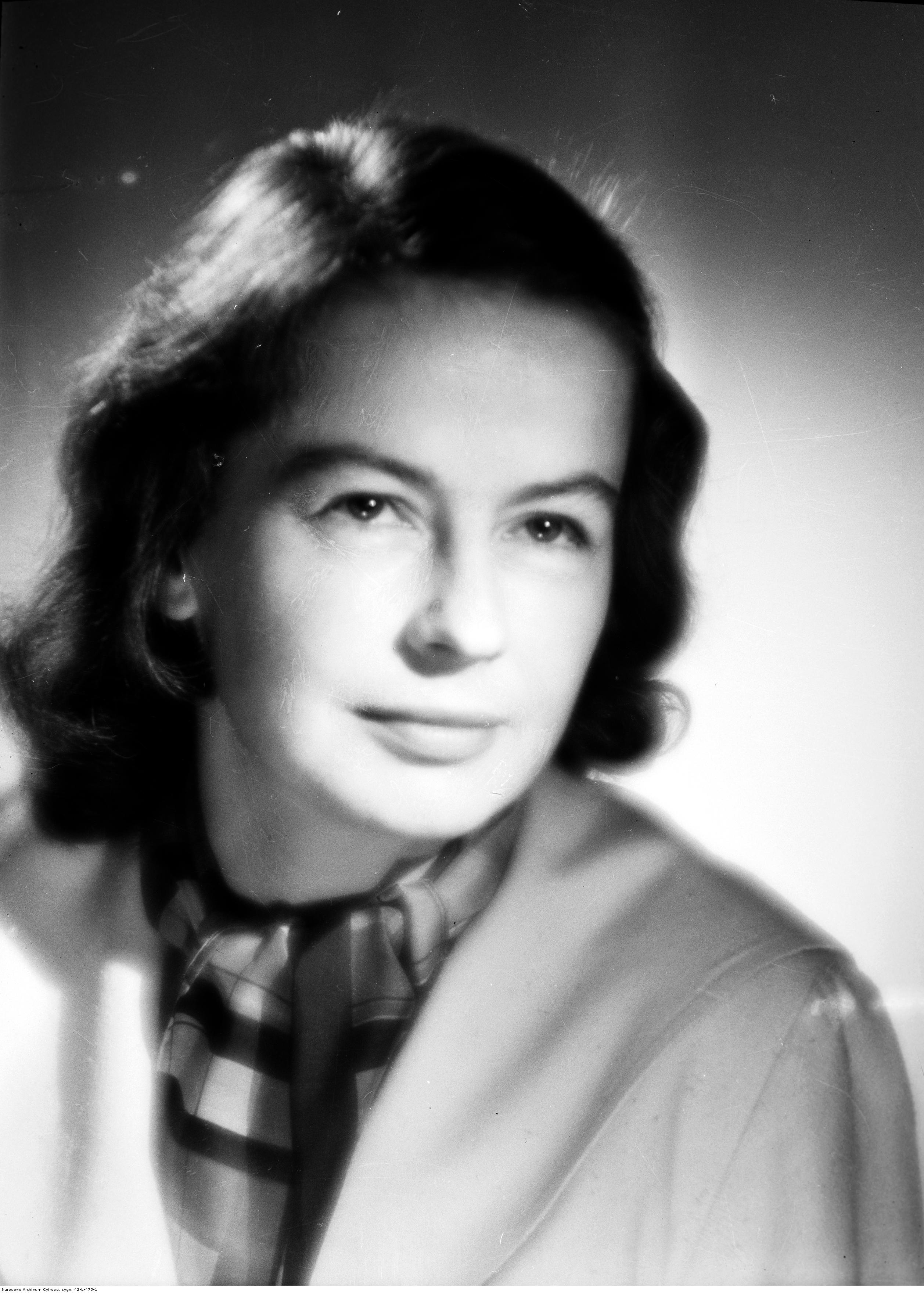
Danuta Szaflarska. Foto: Edward Hartwig

Kulisy teatru – książka, album autorstwa Edwarda Hartwiga, wydana w 1969 roku przez Wydawnictwo Arkady.

## Charakterystyka
Książka, album jest publikacją obejmującą zbiór 227 czarno-białych fotografii, których autorem jest Edward Hartwig – polski artysta fotograf, członek honorowy Związku Polskich Artystów Fotografików. Słowo wstępne do publikacji pod tytułem Maski teatru Edwarda Hartwiga napisał Edward Csató – polski eseista, krytyk i historyk teatru. Po piętnastostronicowym wstępie umieszczono spis (opis) wszystkich fotografii stanowiących kolejną część 264 stron albumu. Monochromatyczne fotografie zostały podzielone na kategorie: Scenografia, Reżyserzy i aktorzy, Balet i pantomima oraz Teatr lalek.
Książkę wydano pod redakcją Aleksandry Czeszunist. Obwolutę, okładkę oraz stronę tytułową zaprojektował Tadeusz Kobyłka.